# Мыс Тобизина
Мыс Тобизина — мыс в Приморском крае, самый южный мыс острова Русский.
Мыс назван по фамилии лейтенанта Германа Германовича Тобизина (1833—1871). Герман Германович окончил кондукторские роты. В 1850—1855 годах плавал на Балтийском море. С 1856 года служил в Сибирской флотилии. В 1858—1867 годах командовал шхунами «Пурга», «Сахалин», плавал в Амурском лимане, в Японском и Охотском морях. В 1860 году получил чин лейтенанта.
Имеет обрывы высотой до 30 метров и низкую каменную платформу, на которой располагался маяк, смытый в 2020 году.
Мыс популярен среди клиффдайверов и роупджамперов.